# Vasco Lopes Alves
Vasco Lopes Alves GCC • ComA • GOA • GCA • ComIC • GCIH (Tábua, Oliveirinha (hoje Vila Nova de Oliveirinha), 4 de julho de 1898 – Lisboa, 31 de outubro de 1976) foi um militar, administrador colonial e político português.

## Biografia
Fez parte da Comissão Organizadora das Festas do Centenário da Morte de Vasco da Gama, assinalado a 24 de dezembro de 1924.
Tinha os cursos Elementar Naval de Guerra, concluído a 8 de outubro de 1932, e da Escola Prática de Torpedos e Eletricidade. Era especializado em Navegação Submarina e tirou o brevet de piloto aeronáutico.
Oficial da Marinha, tinha, em 1936, o posto de capitão-tenente.
Foi imediato do Cruzador-Couraçado Vasco da Gama, comandante do Torpedeiro "Liz", professor Mestre de Inglês na e da Escola Naval e na e da Escola Náutica, segundo-comandante de Artilheiros na Fragata D. Fernando II e Glória, diretor da Aeronáutica Naval, juiz efettivo do Tribunal da Marinha e Comandante do Contratorpedeiro "Lima", presidente da Comissão Aeronáutica Naval e comandante superior das Forças Aéreas da Armada.
Em 1941, fez parte da Embaixada Especial de intelectuais que foi ao Rio de Janeiro, a convite do governo brasileiro.
Na administração colonial, exerceu as funções de governador de diversos distritos da Província de Angola. Foi vogal do Conselho do Império Colonial Português, diretor do Observatório de João Capelo, em Luanda, capitão do Porto de Luanda, chefe do Departamento Marítimo de Angola, governador dos distritos de Moxico, de Luanda e de Malanje, e, desde 1 de outubro de 1943, exerceu o cargo de governador-geral da colónia de Angola, lugar que desempenhou até 1947, tendo sido antecedido por Manuel Pereira Figueira e sucedido por Fernando Falcão Pacheco Mena.
Foi promovido a Comodoro a 31 de março de 1953.
Na remodelação ministerial de 14 de agosto de 1958, assumiu a pasta de Ministro do Ultramar, o que sucedeu duas vezes, de 1958 a 1959 e de 1959 a 1961, e foi exonerado do cargo a 13 de abril de 1961, sucedendo-lhe Adriano Moreira.
Procurador à Câmara Corporativa nas VII, VIII, IX e X Legislaturas, de 1959 a 1972, fazendo parte da Subsecção de Política e Administração Ultramarinas, e deputado à Assembleia Nacional, foi, também, delegado do governo junto da Companhia Colonial de Navegação e diretor do Banco de Angola.
A 13 de abril de 1962, foi nomeado diretor do Instituto Superior Naval de Guerra, de cujo cargo foi exonerado por Portaria de 27 de julho de 1967.
Atingiu o posto de Contra-Almirante.

## Condecorações
Foi agraciado com a Medalha Comemorativa das Campanhas da Primeira Guerra Mundial, a Medalha da Vitória, a Medalha da Cruz Vermelha Portuguesa e a Medalha de Prata de Filantropia e Caridade.
- Cavaleiro da Ordem da Coroa de Itália de Itália[5] (14 de junho de 1934)[11]
- Comendador da Ordem da Coroa da Bélgica[5] (30 de agosto de 1937)[11]
- Comendador da Ordem do Império Colonial de Portugal[5] (17 de novembro de 1938)[10]
- Comendador da Ordem Militar de São Bento de Avis[5] de Portugal (30 de abril de 1940)[10]
- Comendador da Ordem Nacional do Cruzeiro do Sul do Brasil[5] (7 de setembro de 1943)[11]
- Cruz de Segunda Classe com Distintivo Branco da Ordem do Mérito Naval de Espanha[5] (7 de setembro de 1943)[11]
- Cavaleiro da Ordem da Coroa de Itália de Itália (7 de setembro de 1943)[11]
- Segunda Classe da Ordem de Mérito da Águia Alemã[5] da Alemanha (7 de setembro de 1943)[11]
- Comendador da Ordem Nacional da Legião de Honra de França (13 de maio de 1947)[11]
- Comendador com Placa da Pontifícia Ordem Equestre de São Gregório Magno do Vaticano ou da Santa Sé (13 de maio de 1947)[11]
- Grã-Cruz da Ordem de Leopoldo II da Bélgica (30 de outubro de 1947)[11]
- Excelentíssimo Senhor Grã-Cruz com Distintivo Branco da Ordem do Mérito Militar[5] de Espanha (9 de novembro de 1948)[11]
- Grande-Oficial da Ordem Militar de São Bento de Avis de Portugal (21 de fevereiro de 1951)[10]
- Excelentíssimo Senhor Grã-Cruz da Ordem do Mérito Civil de Espanha (5 de dezembro de 1951)[11]
- Cavaleiro de Grã-Cruz da Ordem da Coroa de Itália de Itália (10 de março de 1960)[11]
- Grã-Cruz da Ordem do Infante D. Henrique de Portugal (3 de janeiro de 1961)[10]
- Grã-Cruz da Ordem Militar de Nosso Senhor Jesus Cristo de Portugal (15 de maio de 1961)[10]
- Grã-Cruz da Ordem Militar de São Bento de Avis de Portugal (10 de fevereiro de 1964)[10]
- Medalha Mérito Tamandaré do Brasil (22 de julho de 1966)[11]
- Grande-Oficial da Ordem do Mérito Naval do Brasil (12 de agosto de 1968)[11]
- Medalha de Prata de Cooperação da Sociedade Espanhola de Salvamento de Náufragos de Espanha (19 de julho de 1971)[11]